# Estivazione

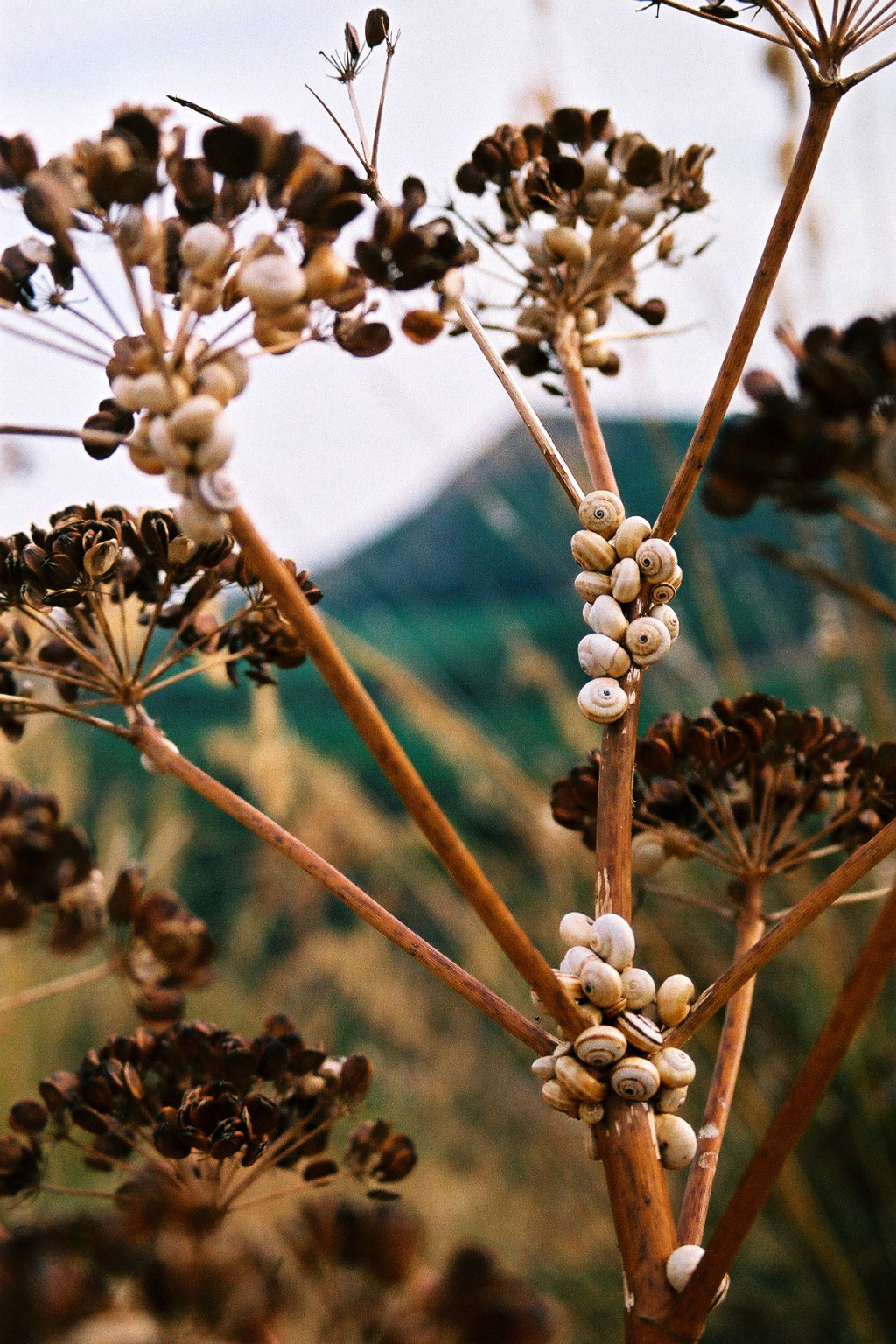
L'estivazione si riscontra frequentemente tra i molluschi gasteropodi.

L'estivazione (dal latino aestas, estate) è un fenomeno che si verifica in vari animali e vegetali, specialmente delle regioni desertiche tropicali, permettendogli di sopravvivere per lunghi periodi di grande caldo, riducendo al minimo il fabbisogno di cibo e di acqua, rallentando la loro attività ed il loro metabolismo ed entrano in uno stato di vita latente.
Come l'ibernazione, l'estivazione è da considerarsi compresa in quel complesso di reazioni e di adattamenti che consentono a molti animali e piante di sottrarsi a condizioni ambientali sfavorevoli. L'estivazione è un fenomeno riscontrabile tra gli invertebrati e tra i vertebrati inferiori eterotermi, assente negli uccelli, limitato a poche forme nei mammiferi. Molti piccoli mammiferi e uccelli con tasso metabolico particolarmente alto, come per esempio i pipistrelli, manifestano un torpore diurno e si nutrono di notte; al contrario, le cince e i colibrì possono cadere in torpore durante le notti particolarmente fredde. Molti animali sono quindi in grado di tollerare ampie variazioni della temperatura corporea, ma nessuno di loro può resistere a consistenti cambiamenti delle quantità relative di acqua e di soluti presenti nei suoi liquidi interni.
Il fenomeno è molto vistoso nei vegetali delle zone sub-tropicali calde ed aride, che presentano fasi di riposo (perdita di foglie, ecc.) nella stagione più calda, mentre concentrano la vegetazione (produzione di foglie, fioritura, fruttificazione) nella stagione più fresca.
Nella macchia mediterranea meridionale arida esempi tipici sono l'Euforbia arborea (Euphorbia dendroides) che produce le foglie a ottobre, fiorisce e fruttifica in inverno, mentre in estate è completamente spoglia, o il rosmarino (Rosmarinus officinalis) che fiorisce da dicembre fino a febbraio-marzo e fruttifica in primavera. Ambedue sono, in funzione delle condizioni ambientali, in stasi vegetativa in estate.